# Copa Roca 1971
La Copa Roca 1971 fue la décima edición de este torneo amistoso de fútbol disputado entre la selección brasileña y la selección argentina. Se celebró los días 28 y 31 de julio de 1971.
El fútbol brasileño vivió su época dorada con su tercero título mundial, pero ya no tenía a Pelé, retirado de la selección nacional. Argentina fue eliminada de la Clasificación para la Copa Mundial de Fútbol de 1970. Con dos empates, el título se repartió entre los dos equipos.

## Reglamento
El reglamento preveía dos partidos; el equipo con más victorias sería coronado campeón. Ambos partidos tuvieron lugar en el Estadio Monumental (River Plate) de Buenos Aires. Como los dos partidos terminaron con dos empates, la decisión fue dividir el título de 1971 entre los dos equipos. 

## Partido
Brasil y Argentina empataron en el primer partido. 1 a 1. Marco Antonio centró, Paulo César, que entró en la segunda parte, dominó y disparó. Dominichi liberó a Madurga para empatar en el tiempo añadido.
En el segundo partido, 2 a 2. Brindisi centra, Bianchi deja pasar el balón y Fischer abre el marcador. Paulo Cesar centra y Tostão remata de cabeza para empatar. Piazza tacklea a Onega, pero el balón le quedó a Fischer, que marcó el segundo. Tostão pasa a Paulo César para que iguale el partido.

## Resultado
| 1     | POR   | Jorge Dominichi       |  |
|       | DEF   | Ramón Heredia         |  |
|       | DEF   | Ángel Bargas          |  |
|       | DEF   | Miguel Ángel Brindisi |  |
|       | MED   | Norberto Madurga      |  |
|       | MED   | César Laraignée       |  |
|       | MED   | José Pastoriza        |  |
|       | MED   | Ruben Sanchez         |  |
|       | DEL   | Rodolfo Fischer       |  |
|       | DEL   | Carlos Bianchi        |  |
|       | DEL   | Rubén Ayala           |  |
| D. T. | D. T. | Juan José Pizzuti     |  |

| 1     | POR   | Félix            |  |
|       | DEF   | Zé Maria         |  |
|       | DEF   | Brito            |  |
|       | MED   | Everaldo         |  |
|       | MED   | Piazza           |  |
|       | MED   | Clodoaldo        |  |
|       | DEL   | Roberto Rivelino |  |
|       | DEL   | Gerson           |  |
|       | DEL   | Vaguinho         |  |
|       | DEL   | Claudiomiro      |  |
|       | DEL   | Tostão           |  |
| D. T. | D. T. | Zagallo          |  |

| 89'; | Norberto Madurga; | 1:1 |

| 79'; | Paulo César Caju; | 1:1 |

| 1     | POR   | Jorge Dominichi       |  |
|       | DEF   | Ramón Heredia         |  |
|       | DEF   | Ángel Bargas          |  |
|       | DEF   | Miguel Ángel Brindisi |  |
|       | MED   | Norberto Madurga      |  |
|       | MED   | César Laraignée       |  |
|       | MED   | José Pastoriza        |  |
|       | MED   | Ruben Sanchez         |  |
|       | DEL   | Rodolfo Fischer       |  |
|       | DEL   | Carlos Bianchi        |  |
|       | DEL   | Rubén Ayala           |  |
| D. T. | D. T. | Juan José Pizzuti     |  |

| 1     | POR   | Félix            |  |
|       | DEF   | Zé Maria         |  |
|       | DEF   | Brito            |  |
|       | MED   | Everaldo         |  |
|       | MED   | Piazza           |  |
|       | MED   | Clodoaldo        |  |
|       | DEL   | Roberto Rivelino |  |
|       | DEL   | Gerson           |  |
|       | DEL   | Vaguinho         |  |
|       | DEL   | Claudiomiro      |  |
|       | DEL   | Tostão           |  |
| D. T. | D. T. | Zagallo          |  |

| 89'; | Norberto Madurga; | 1:1 |

| 79'; | Paulo César Caju; | 1:1 |

| 1     | POR   | Jorge Dominichi       |  |
|       | DEF   | Ramón Heredia         |  |
|       | DEF   | Ángel Bargas          |  |
|       | DEF   | Miguel Ángel Brindisi |  |
|       | MED   | Norberto Madurga      |  |
|       | MED   | César Laraignée       |  |
|       | MED   | José Pastoriza        |  |
|       | MED   | Ruben Sanchez         |  |
|       | DEL   | Rodolfo Fischer       |  |
|       | DEL   | Carlos Bianchi        |  |
|       | DEL   | Rubén Ayala           |  |
| D. T. | D. T. | Juan José Pizzuti     |  |

| 1     | POR   | Félix            |  |
|       | DEF   | Zé Maria         |  |
|       | DEF   | Brito            |  |
|       | MED   | Everaldo         |  |
|       | MED   | Piazza           |  |
|       | MED   | Clodoaldo        |  |
|       | DEL   | Roberto Rivelino |  |
|       | DEL   | Gerson           |  |
|       | DEL   | Vaguinho         |  |
|       | DEL   | Claudiomiro      |  |
|       | DEL   | Tostão           |  |
| D. T. | D. T. | Zagallo          |  |

| 89'; | Norberto Madurga; | 1:1 |

| 79'; | Paulo César Caju; | 1:1 |

| 1     | POR   | Jorge Dominichi       |  |
|       | DEF   | Ramón Heredia         |  |
|       | DEF   | Ángel Bargas          |  |
|       | DEF   | Miguel Ángel Brindisi |  |
|       | MED   | Norberto Madurga      |  |
|       | MED   | César Laraignée       |  |
|       | MED   | José Pastoriza        |  |
|       | MED   | Ruben Sanchez         |  |
|       | DEL   | Rodolfo Fischer       |  |
|       | DEL   | Carlos Bianchi        |  |
|       | DEL   | Rubén Ayala           |  |
| D. T. | D. T. | Juan José Pizzuti     |  |

| 1     | POR   | Félix            |  |
|       | DEF   | Zé Maria         |  |
|       | DEF   | Brito            |  |
|       | MED   | Everaldo         |  |
|       | MED   | Piazza           |  |
|       | MED   | Clodoaldo        |  |
|       | DEL   | Roberto Rivelino |  |
|       | DEL   | Gerson           |  |
|       | DEL   | Vaguinho         |  |
|       | DEL   | Claudiomiro      |  |
|       | DEL   | Tostão           |  |
| D. T. | D. T. | Zagallo          |  |

| 89'; | Norberto Madurga; | 1:1 |

| 79'; | Paulo César Caju; | 1:1 |

| 1     | POR   | Jorge Dominichi       |  |
|       | DEF   | Ramón Heredia         |  |
|       | DEF   | Ángel Bargas          |  |
|       | DEF   | Miguel Ángel Brindisi |  |
|       | MED   | Norberto Madurga      |  |
|       | MED   | César Laraignée       |  |
|       | MED   | José Pastoriza        |  |
|       | MED   | Ruben Sanchez         |  |
|       | DEL   | Rodolfo Fischer       |  |
|       | DEL   | Carlos Bianchi        |  |
|       | DEL   | Rubén Ayala           |  |
| D. T. | D. T. | Juan José Pizzuti     |  |

| 1     | POR   | Félix            |  |
|       | DEF   | Eurico           |  |
|       | DEF   | Brito            |  |
|       | MED   | Everaldo         |  |
|       | MED   | Piazza           |  |
|       | MED   | Clodoaldo        |  |
|       | DEL   | Roberto Rivelino |  |
|       | DEL   | Gerson           |  |
|       | DEL   | Vaguinho         |  |
|       | DEL   | Paulo César Caju |  |
|       | DEL   | Tostão           |  |
| D. T. | D. T. | Zagallo          |  |

| 12'; 91' | Rodolfo Fischer | 2:2 |

| 82'; 115' | Tostão; Paulo César Caju | 2:2 |

| 1     | POR   | Jorge Dominichi       |  |
|       | DEF   | Ramón Heredia         |  |
|       | DEF   | Ángel Bargas          |  |
|       | DEF   | Miguel Ángel Brindisi |  |
|       | MED   | Norberto Madurga      |  |
|       | MED   | César Laraignée       |  |
|       | MED   | José Pastoriza        |  |
|       | MED   | Ruben Sanchez         |  |
|       | DEL   | Rodolfo Fischer       |  |
|       | DEL   | Carlos Bianchi        |  |
|       | DEL   | Rubén Ayala           |  |
| D. T. | D. T. | Juan José Pizzuti     |  |

| 1     | POR   | Félix            |  |
|       | DEF   | Eurico           |  |
|       | DEF   | Brito            |  |
|       | MED   | Everaldo         |  |
|       | MED   | Piazza           |  |
|       | MED   | Clodoaldo        |  |
|       | DEL   | Roberto Rivelino |  |
|       | DEL   | Gerson           |  |
|       | DEL   | Vaguinho         |  |
|       | DEL   | Paulo César Caju |  |
|       | DEL   | Tostão           |  |
| D. T. | D. T. | Zagallo          |  |

| 12'; 91' | Rodolfo Fischer | 2:2 |

| 82'; 115' | Tostão; Paulo César Caju | 2:2 |

| 1     | POR   | Jorge Dominichi       |  |
|       | DEF   | Ramón Heredia         |  |
|       | DEF   | Ángel Bargas          |  |
|       | DEF   | Miguel Ángel Brindisi |  |
|       | MED   | Norberto Madurga      |  |
|       | MED   | César Laraignée       |  |
|       | MED   | José Pastoriza        |  |
|       | MED   | Ruben Sanchez         |  |
|       | DEL   | Rodolfo Fischer       |  |
|       | DEL   | Carlos Bianchi        |  |
|       | DEL   | Rubén Ayala           |  |
| D. T. | D. T. | Juan José Pizzuti     |  |

| 1     | POR   | Félix            |  |
|       | DEF   | Eurico           |  |
|       | DEF   | Brito            |  |
|       | MED   | Everaldo         |  |
|       | MED   | Piazza           |  |
|       | MED   | Clodoaldo        |  |
|       | DEL   | Roberto Rivelino |  |
|       | DEL   | Gerson           |  |
|       | DEL   | Vaguinho         |  |
|       | DEL   | Paulo César Caju |  |
|       | DEL   | Tostão           |  |
| D. T. | D. T. | Zagallo          |  |

| 12'; 91' | Rodolfo Fischer | 2:2 |

| 82'; 115' | Tostão; Paulo César Caju | 2:2 |

| 1     | POR   | Jorge Dominichi       |  |
|       | DEF   | Ramón Heredia         |  |
|       | DEF   | Ángel Bargas          |  |
|       | DEF   | Miguel Ángel Brindisi |  |
|       | MED   | Norberto Madurga      |  |
|       | MED   | César Laraignée       |  |
|       | MED   | José Pastoriza        |  |
|       | MED   | Ruben Sanchez         |  |
|       | DEL   | Rodolfo Fischer       |  |
|       | DEL   | Carlos Bianchi        |  |
|       | DEL   | Rubén Ayala           |  |
| D. T. | D. T. | Juan José Pizzuti     |  |

| 1     | POR   | Félix            |  |
|       | DEF   | Eurico           |  |
|       | DEF   | Brito            |  |
|       | MED   | Everaldo         |  |
|       | MED   | Piazza           |  |
|       | MED   | Clodoaldo        |  |
|       | DEL   | Roberto Rivelino |  |
|       | DEL   | Gerson           |  |
|       | DEL   | Vaguinho         |  |
|       | DEL   | Paulo César Caju |  |
|       | DEL   | Tostão           |  |
| D. T. | D. T. | Zagallo          |  |

| 12'; 91' | Rodolfo Fischer | 2:2 |

| 82'; 115' | Tostão; Paulo César Caju | 2:2 |

| Bandera de Brasil |
| Campeón Brasil    |
| 7.mo Título       |

| Bandera de Argentina |
| Campeón Argentina    |
| 4.to Título          |

## Goles
| Futbolista       | Selección | Goles |
| ---------------- | --------- | ----- |
| Paulo Cézar Caju | Brasil    | 2     |
| Rodolfo Fischer  | Argentina | 2     |
| Norberto Madurga | Argentina | 1     |
| Tostão           | Brasil    | 1     |

## Asistentes
| Jugador               | Selección | Asistente |
| --------------------- | --------- | --------- |
| Miguel Ángel Brindisi | Argentina | 2         |
| Marco Antônio         | Brasil    | 1         |
| Paulo Cézar Caju      | Brasil    | 1         |
| Tostão                | Brasil    | 1         |